# جون باتون (عسكري)
جون باتون (بالإنجليزية: John Paton)‏ هو عسكري أسترالي، ولد في 18 نوفمبر 1867 في نيوكاسل في أستراليا، وتوفي في 21 نوفمبر 1943.